# Kolia (Wallis-et-Futuna)
Ne pas confondre avec Kolia, ville en Côte d'Ivoire.
Kolia est un village de Wallis et Futuna situé dans le royaume d'Alo, sur la côte sud de l'île de Futuna. 
Selon le recensement effectué en 2018, la population est de 254 habitants.